# Stara Zagora (província)
Stara Zagora (búlgaro: Стара Загора) é um distrito da Bulgária. Sua capital é a cidade de Stara Zagora.

## Municípios
| Nome             | População (censo 2001) |
| ---------------- | ---------------------- |
| Bratya Daskalovi | 11.065                 |
| Galabovo         | 16.182                 |
| Kazanlak         | 81.536                 |
| Maglizh          | 12.973                 |
| Opan             | 4.142                  |
| Pavel Banya      | 15.891                 |
| Radnevo          | 24.280                 |
| Stara Zagora     | 167.708                |
| Chirpan          | 26.264                 |
| Gurkovo          | 5.676                  |
| Nikolaevo        | 4.948                  |